# Opština Plužine
Opština Plužine (serbiska: Општина Плужине, Плужине) är en kommun i Montenegro. Den ligger i den nordvästra delen av landet. Antalet invånare är 4 295. Arean är 854 kvadratkilometer.
Terrängen i Opština Plužine är bergig åt nordost, men åt sydväst är den kuperad.
Följande samhällen finns i Opština Plužine:
- Plužine